# Лазница
Лазница је насеље у Србији у општини Жагубица у Браничевском округу. Према попису из 2022. године у Лазници је живело 1180 становника.
Овде се налазе Зграда механе у Лазници и Родна кућа народног хероја Јована Шербановића.

Овде се налазио Запис врба (Лазница село).

Овде се налази Запис Панкалујића храст (Лазница село).

## Демографија
У насељу Лазница живи 1715 пунолетних становника, а просечна старост становништва износи 46,6 година (44,5 код мушкараца и 48,7 код жена). У насељу има 614 домаћинстава, а просечан број чланова по домаћинству је 3,36.
Становништво у овом насељу веома је хомогено, већинско влашко, а у последња три пописа, примећен је пад у броју становника. Велики број људи је емигрирао у иностранство. У периоду 1991—2011. процењено је преко 2000.
|  |

| Демографија | Демографија | Демографија |
| Година      | Становника  | Становника  |
| ----------- | ----------- | ----------- |
| 1948.       | 3.743       |             |
| 1953.       | 3.818       |             |
| 1961.       | 3.749       |             |
| 1971.       | 3.358       |             |
| 1981.       | 3.281       |             |
| 1991.       | 2.434       | 2.299       |
| 2002.       | 2.063       | 2.430       |
| 2011.       | 1.881       |             |
| 2022.       | 1.180       |             |

| Етнички састав према попису из 2002. | Етнички састав према попису из 2002. | Етнички састав према попису из 2002. | Етнички састав према попису из 2002. | Етнички састав према попису из 2002. |
| ------------------------------------ | ------------------------------------ | ------------------------------------ | ------------------------------------ | ------------------------------------ |
|                                      |                                      |                                      |                                      |                                      |
| Власи                                | Власи                                |                                      | 1.308                                | 63,40%                               |
| Срби                                 | Срби                                 |                                      | 581                                  | 28,16%                               |
| Румуни                               | Румуни                               |                                      | 7                                    | 0,33%                                |
| Југословени                          | Југословени                          |                                      | 4                                    | 0,19%                                |
| Хрвати                               | Хрвати                               |                                      | 1                                    | 0,04%                                |
| непознато                            | непознато                            |                                      | 11                                   | 0,53%                                |

| \| \| м \| \| \| ж \| \| ? \| 1 \| \| \| 1 \| \| 80+ \| 38 \| \| \| 49 \| \| 75—79 \| 56 \| \| \| 69 \| \| 70—74 \| 92 \| \| \| 118 \| \| 65—69 \| 84 \| \| \| 99 \| \| 60—64 \| 62 \| \| \| 78 \| \| 55—59 \| 78 \| \| \| 68 \| \| 50—54 \| 70 \| \| \| 81 \| \| 45—49 \| 57 \| \| \| 78 \| \| 40—44 \| 50 \| \| \| 44 \| \| 35—39 \| 54 \| \| \| 52 \| \| 30—34 \| 50 \| \| \| 43 \| \| 25—29 \| 59 \| \| \| 53 \| \| 20—24 \| 57 \| \| \| 41 \| \| 15—19 \| 42 \| \| \| 40 \| \| 10—14 \| 54 \| \| \| 45 \| \| 5—9 \| 51 \| \| \| 49 \| \| 0—4 \| 63 \| \| \| 37 \| \| Просек : \| 44,5 \| \| \| 48,7 \| |      |  |  |      |
| |      |  |  |      |
| | м    |  |  | ж    |
| ? | 1    |  |  | 1    |
| 80+ | 38   |  |  | 49   |
| 75—79 | 56   |  |  | 69   |
| 70—74 | 92   |  |  | 118  |
| 65—69 | 84   |  |  | 99   |
| 60—64 | 62   |  |  | 78   |
| 55—59 | 78   |  |  | 68   |
| 50—54 | 70   |  |  | 81   |
| 45—49 | 57   |  |  | 78   |
| 40—44 | 50   |  |  | 44   |
| 35—39 | 54   |  |  | 52   |
| 30—34 | 50   |  |  | 43   |
| 25—29 | 59   |  |  | 53   |
| 20—24 | 57   |  |  | 41   |
| 15—19 | 42   |  |  | 40   |
| 10—14 | 54   |  |  | 45   |
| 5—9 | 51   |  |  | 49   |
| 0—4 | 63   |  |  | 37   |
| Просек : | 44,5 |  |  | 48,7 |

| Година пописа     | 1948. | 1953. | 1961. | 1971. | 1981. | 1991. | 2002. |
| ----------------- | ----- | ----- | ----- | ----- | ----- | ----- | ----- |
| Број домаћинстава | 706   | 718   | 782   | 786   | 756   | 629   | 614   |

| Број чланова      | 1   | 2   | 3  | 4  | 5  | 6  | 7  | 8  | 9 | 10 и више | Просек |
| ----------------- | --- | --- | -- | -- | -- | -- | -- | -- | - | --------- | ------ |
| Број домаћинстава | 104 | 180 | 75 | 88 | 63 | 48 | 32 | 22 | 1 | 1         | 3,36   |

| Пол    | Укупно | Неожењен/Неудата | Ожењен/Удата | Удовац/Удовица | Разведен/Разведена | Непознато |
| ------ | ------ | ---------------- | ------------ | -------------- | ------------------ | --------- |
| Мушки  | 850    | 170              | 598          | 66             | 16                 | 0         |
| Женски | 914    | 66               | 624          | 202            | 21                 | 1         |
| УКУПНО | 1.764  | 236              | 1.222        | 268            | 37                 | 1         |

| Пол    | Укупно                    | Пољопривреда, лов и шумарство | Рибарство                            | Вађење руде и камена | Прерађивачка индустрија       |
| ------ | ------------------------- | ----------------------------- | ------------------------------------ | -------------------- | ----------------------------- |
| Мушки  | 355                       | 153                           | 0                                    | 97                   | 33                            |
| Женски | 211                       | 163                           | 0                                    | 0                    | 14                            |
| Укупно | 566                       | 316                           | 0                                    | 97                   | 47                            |
|        |                           |                               |                                      |                      |                               |
| Пол    | Производња и снабдевање   | Грађевинарство                | Трговина                             | Хотели и ресторани   | Саобраћај, складиштење и везе |
| Мушки  | 5                         | 5                             | 14                                   | 5                    | 5                             |
| Женски | 1                         | 0                             | 13                                   | 1                    | 1                             |
| Укупно | 6                         | 5                             | 27                                   | 6                    | 6                             |
|        |                           |                               |                                      |                      |                               |
| Пол    | Финансијско посредовање   | Некретнине                    | Државна управа и одбрана             | Образовање           | Здравствени и социјални рад   |
| Мушки  | 0                         | 6                             | 13                                   | 9                    | 5                             |
| Женски | 0                         | 0                             | 3                                    | 9                    | 5                             |
| Укупно | 0                         | 6                             | 16                                   | 18                   | 10                            |
|        |                           |                               |                                      |                      |                               |
| Пол    | Остале услужне активности | Приватна домаћинства          | Екстериторијалне организације и тела | Непознато            | Непознато                     |
| Мушки  | 3                         | 0                             | 0                                    | 2                    | 2                             |
| Женски | 0                         | 0                             | 0                                    | 1                    | 1                             |
| Укупно | 3                         | 0                             | 0                                    | 3                    | 3                             |

## Географија
Налази се на половини пута између Бора, Мајданпека и Петровца, у северном делу Хомоља, и обухвата једну његову трећину.

## Историја
Постоје археолошке ископине које датирају из неолита, као и остаци римске тврђаве, Село и околина је континуирано насељено више од 2000 година.
Према писаним изворима, име Лазница је старо, средњовековно, У данашњем атару села је постојало 5 засеока; спомињу се први пут у 14. веку, у Браничевском тефтеру. Село је у 19. и раном 20. веку било велико и богато, са можда 4.000 становника, а познати хајдук је био Иван Бабејић. У селу је 1934. пронађена ковница лажног новца. Приликом напада на поштанска кола између Мајданпека и Благојевог камена 7. августа 1935. убијен је жандарм и путник, након чега су били сумњиви сви Лазничани запослени у руднику (ипак, од четворице осуђених на смрт у октобру, само један је био Лазничанин, казна је извршена годину дана касније). Хајдук Јоргован Михаиловић је убијен у атару села 4. јуна 1938. У августу 1938. три жене су погинуле копајући иловачу у тунелу.
Црква је подигнута 1939, из општинских прихода и уз помоћ народног посланика Душана Пантића и једног лазничког исељеника у Канади.

## Привреда
Окосницу лазничке привреде чиниле су пилана и задруга. Након распада Југославије небригом и бахатим понашањем привреда села је уништена. Привреда у било ком облику осим ситних занатлија не постоји.
Сточарско пољопривредни крај, лепа чиста природа, могућност за развој здравственог и еко туризма. Било је некад пре распада Југославије најразвијеније село у целој општини Жагубица.

## Култура
У Лазници делује и Културно–уметничко друштво „Извору“ које негује изворне Влашке песме и чувено Влашко коло.

## Спорт
У Лазници постоји фудбалски клуб који се такмичи у општинској лиги Жагубице, у клубу играју млади играчи који су остали у Лазници.

## Знамените личности
- Народни херој Јован Шербановић
- Хајдук Иван Бабејић